# Rybniště
Rybniště (německy Teichstatt) je obec ve východní části okresu Děčín, na severní straně Lužických hor, v jižní části Šluknovského výběžku. Obec leží v nadmořské výšce 460 metrů v sedle mezi Plešivcem a Širokým vrchem. Velká část obce leží na území Chráněné krajinné oblasti Lužické hory. Obec se skládá ze dvou katastrálních území, Rybniště a Nové Chřibské. Celkem v ní žije 721 obyvatel.
Obcí prochází hlavní evropské rozvodí mezi Severním a Baltským mořem. Obec byla založena na místě rybníka kolem roku 1715. Na území obce leží Velký rybník a Chřibská přehrada.

## Historie
Nejstarší část obce, Chřibská Nová Ves byla založena již v roce 1475 tehdejšími majiteli tolštejnského panství, Šlejnici. V 16. století se stala součástí českokamenického panství, přešla do majetku Kinských. V roce 1757 pruské vojsko vypálilo střed obce. Kolem roku 1762 byla v Rybništi založena v rámci tereziánských reforem škola. Dnešní škola u Školního rybníka byla založena v roce 1769 ze sbírky občanů.
V roce 1847 Palacký uvádí v Popisu Království českého, že Rybniště má 115 domů a 1 104 obyvatel.
V letech 1938 až 1945 bylo Rybniště v důsledku uzavření Mnichovské dohody přičleněno k nacistickému Německu. Po druhé světové válce bylo z obce nuceně vysídleno původní německy mluvící obyvatelstvo. Obec dosídlili Češi, Slováci a další noví obyvatelé, ale počet obyvatel už zdaleka nedosahoval předválečných čísel a obec začala pomalu upadat.
V roce 1977 byl postaven kulturní dům. V roce 1980 bylo Rybniště připojeno k obci Chřibská, od roku 1990 je opět samostatnou obcí. V roce 1999 byl obci přidělen Poslaneckou sněmovnou prapor a znak. Ve znaku je stříbrná krokev s rybářskou sítí.

### Sklárna
Roku 1873 byla u nádraží v Rybništi založena sklárna, kterou vybudoval majitel sklárny v Chřibské F. Zahn. V roce 1880 sklárnu získala firma Michel & Mayer a roku 1884 ji přebrali Michelovi synové Raimund a Eduard (E. Michel & Co). Sklárna se specializovala zejména na výrobu osvětlovacího skla. Za první světové války již byla mimo provoz.
V roce 1929 koupil sklárnu Václav Hrdina, majitel skláren v Chlumu u Třeboně, v Rosicích u Brna a na jihu Čech v Arnoštově. Sklárnu modernizoval a značně rozšířil její výrobu. Již v roce 1931 začala mít sklárna těžkosti a na konci roku odstavila provoz sklářských pecí. V roce 1936 činil její dluh 2 428 000 Kč a okresní soud ve Varnsdorfu vyhlásil na den 24. října 1936 exekuční dražbu. Do dražby šel veškerý majetek skláren Václava Hrdiny: domy čp. 80, 184, 201 a 114 společně s polnostmi, pastvinami, loukami a stavebními parcelami v hodnotě 375 080 Kč, sklárna, truhlářství, dílny, lihovar, železniční přípojka, louky atp. v ceně 622 753 Kč a příslušenství v hodnotě 231 000 Kč.
Místní skláři se snažili za pomoci sklářských odborů v Praze provoz sklárny zachránit jejím združstevněním. Dražba byla nakonec odsunuta na 17. března 1937, kdy ji za částku 708 890 Kč koupilo tamní sklářské družstvo „Nordböhmische Glashüttenwerke Gen. m. b. H”. Její provoz skončil v průběhu druhé světové války.
V současné době[kdy?] je v obci mateřská škola, základní škola 1. až. 5. ročník, ordinace lékaře v budově obecního úřadu. Obec vydává jednou měsíčně časopis Rybnišťský (pod)vodník. V obci působí místní sdružení hasičů, fotbalový klub Tatran Rybniště, místní rybářský spolek.
Nádraží Rybniště je železniční křižovatkou tratí Děčín–Rumburk a Rybniště–Varnsdorf. Nádraží Chřibská stojí také v katastrálním území katastru Rybniště. V obci je biokotelna na spalování dřevěného odpadu. Biokotelna byla uvedena do provozu v roce 2002. Biokotelna dodává teplo do 32 nemovitostí a čtyř objektů v majetku obce. V obci má akciová společnost Uniles Rumburk manipulační sklad a výrobu řeziva. Zemědělství je nevýznamné.

## Obyvatelstvo
Při sčítání lidu v roce 1921 zde žilo 1 248 obyvatel (z toho 593 mužů), z nichž bylo 159 Čechoslováků, 1 071 Němců, dva příslušníci jiné národnosti a šestnáct cizinců. Většina byla římskými katolíky, ale 24 lidí patřilo k evangelickým církvím, dva k církvi československé, dva byli židé, 53 patřilo k nezjišťovaným církvím a sedmnáct lidí bylo bez vyznání. Podle sčítání lidu z roku 1930 měla vesnice 1 478 obyvatel: 398 Čechoslováků, 1 063 Němců a sedmnáct cizinců. Stále převažovala římskokatolická většina, ale ve vsi žilo také 26 evangelíků, 35 členů církve československé, 65 příslušníků nezjišťovaných církví (převážně starokatolické církve) a 210 lidí bez vyznání.
K obci tehdy patřila osada Chřibská Nová Ves, kde při sčítání lidu v roce 1921 zde žilo 359 obyvatel (z toho 169 mužů), z nichž bylo čtrnáct Čechoslováků, 343 Němců a dva cizinci. Kromě jednoho evangelíka, 33 příslušníků nezjišťovaných církví a jednoho člověka bez vyznání byli římskými katolíky. Podle sčítání lidu z roku 1930 měla vesnice 418 obyvatel: 61 Čechoslováků, 348 Němců, jednoho příslušníka jiné národnosti a osm cizinců. Převažovala římskokatolická většina, ale ve vsi žilo také pět evangelíků, deset členů církve československé, 25 příslušníků nezjišťovaných církví (převážně starokatolické církve) a 36 lidí bez vyznání.
| | 1869  | 1880  | 1890  | 1900  | 1910  | 1921  | 1930  | 1950 | 1961 | 1970 | 1980 | 1991 | 2001 | 2011 |
| --- | ----- | ----- | ----- | ----- | ----- | ----- | ----- | ---- | ---- | ---- | ---- | ---- | ---- | ---- |
| Obyvatelé | 1 543 | 1 627 | 1 840 | 1 748 | 1 763 | 1 607 | 1 896 | 807  | 920  | 900  | 727  | 574  | 616  | 556  |
| Domy | 199   | 220   | 223   | 242   | 248   | 246   | 271   | 249  | 237  | 180  | 156  | 189  | 190  | 205  |
| Tabulka zahrnuje údaje bývalé osady Chřibská Nová Ves. Data z roku 1961 zahrnují domy místní části Nová Chřibská. |       |       |       |       |       |       |       |      |      |      |      |      |      |      |

## Pamětihodnosti
Dominantou vesnice je secesní kaple svatého Josefa z roku 1912, postavená významným varnsdorfským stavitelem, Antonem Möllerem. Je jednou z nejmladších kaplí v regionu. V roce 1989 byla provedena generální rekonstrukce a 30. června 1990 byla kaple slavnostně vysvěcena litoměřickým biskupem ThDr. Josefem Kouklem. Hřbitov byl založen v roce 1883. V obci se nachází roubené domy, několik křížů a boží muka.
Asi jeden kilometr na severovýchod od Rybniště se nachází přírodní rezervace Velký rybník, který je největší vodní plochou v okrese Děčín.

## Osobnosti
- Robert Růžička (1897–1942), důstojník a účastník protinacistického odboje

## Fotografie

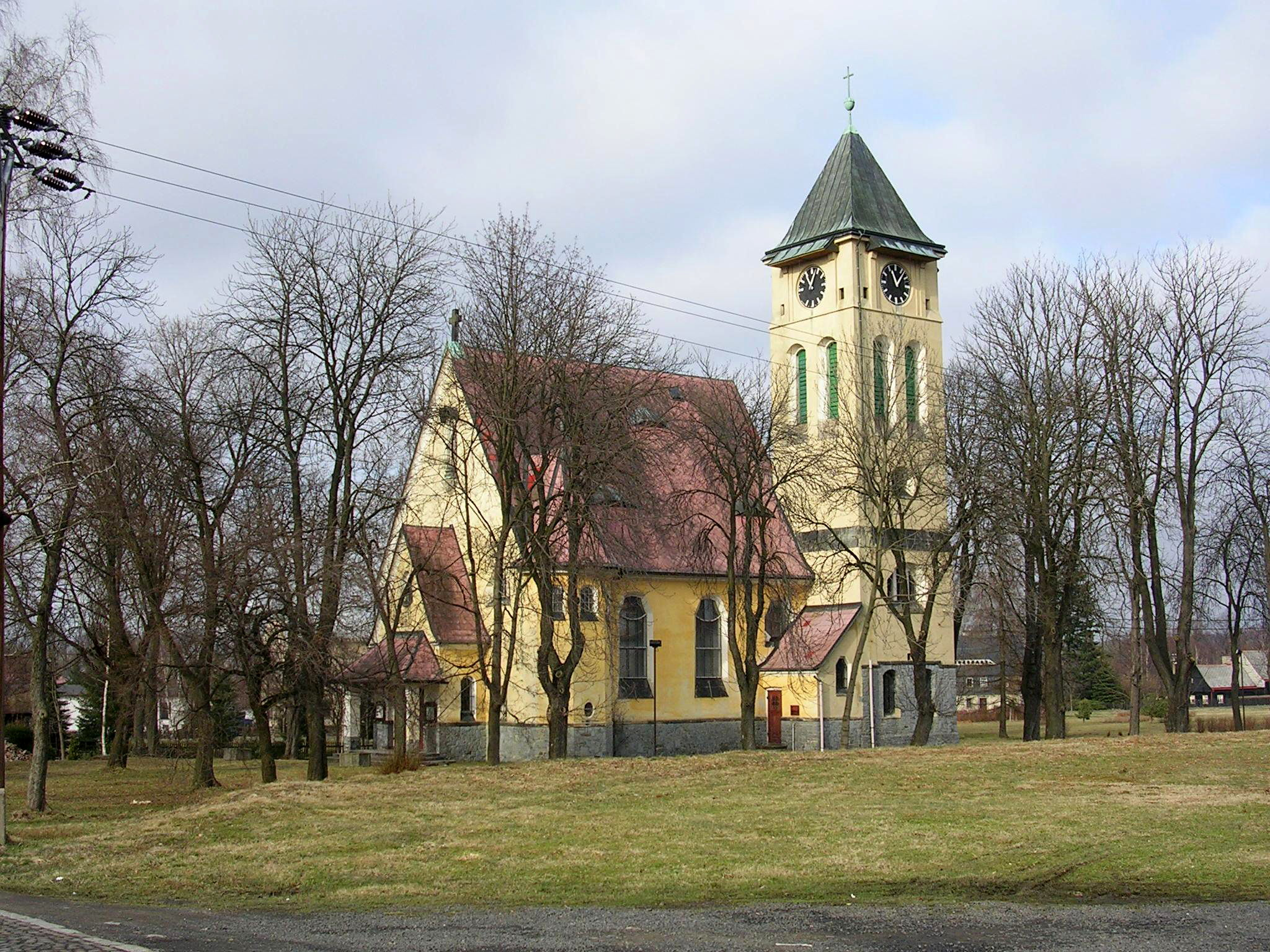
Secesní kostel sv. Josefa z roku 1912
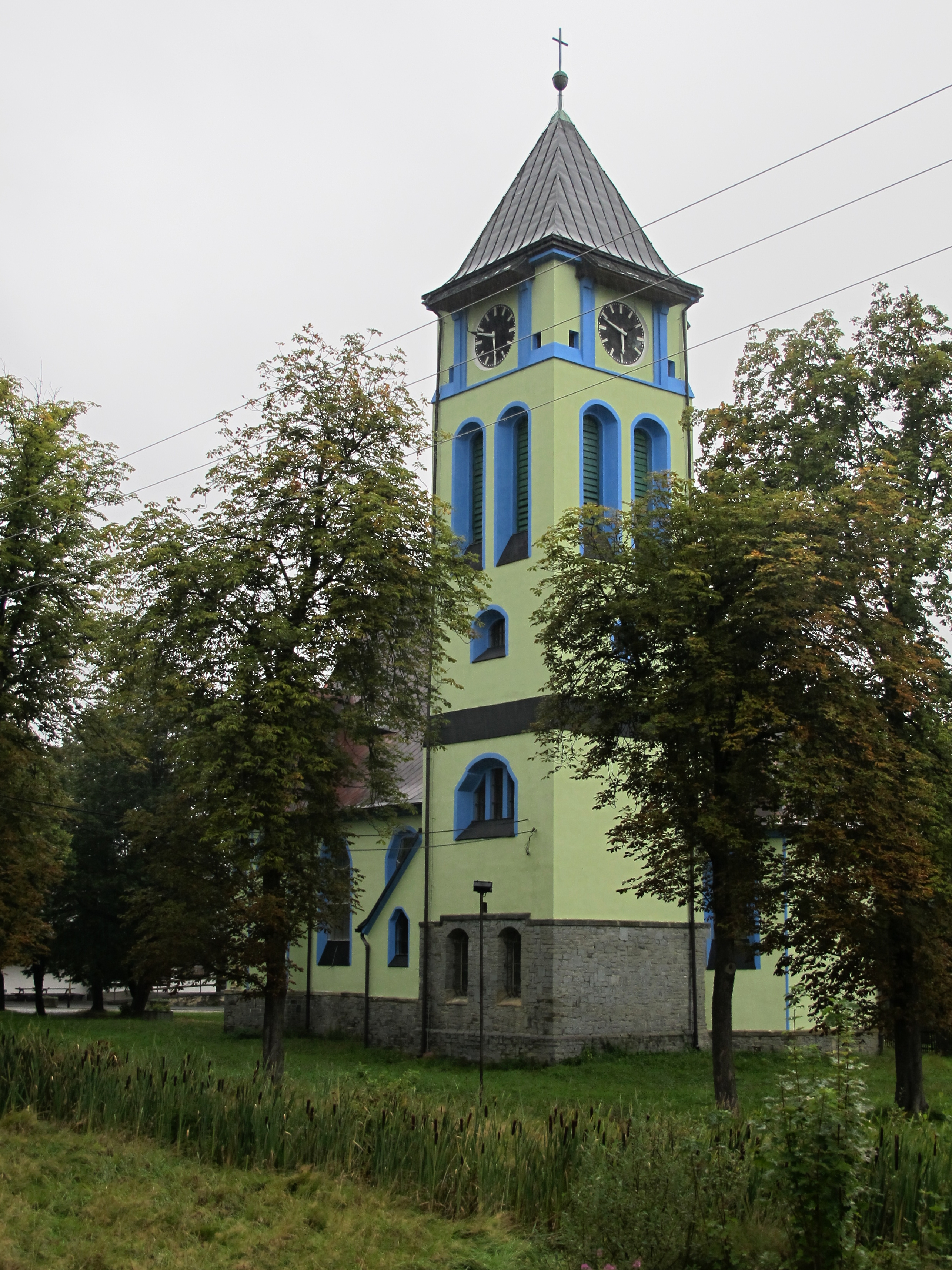
Kostel s novou fasádou
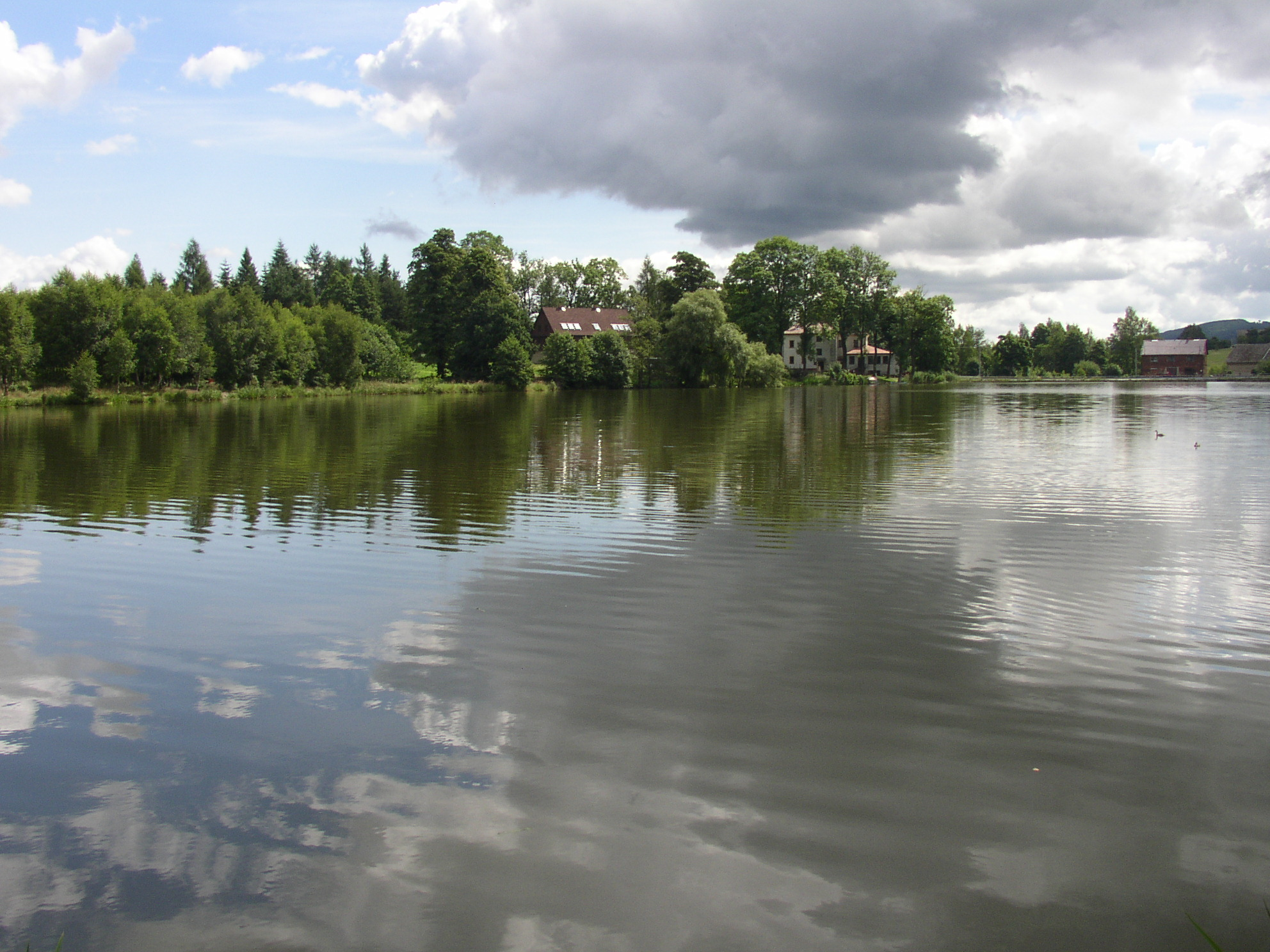
Školní rybník, v pozadí rekreační středisko Církve bratrské
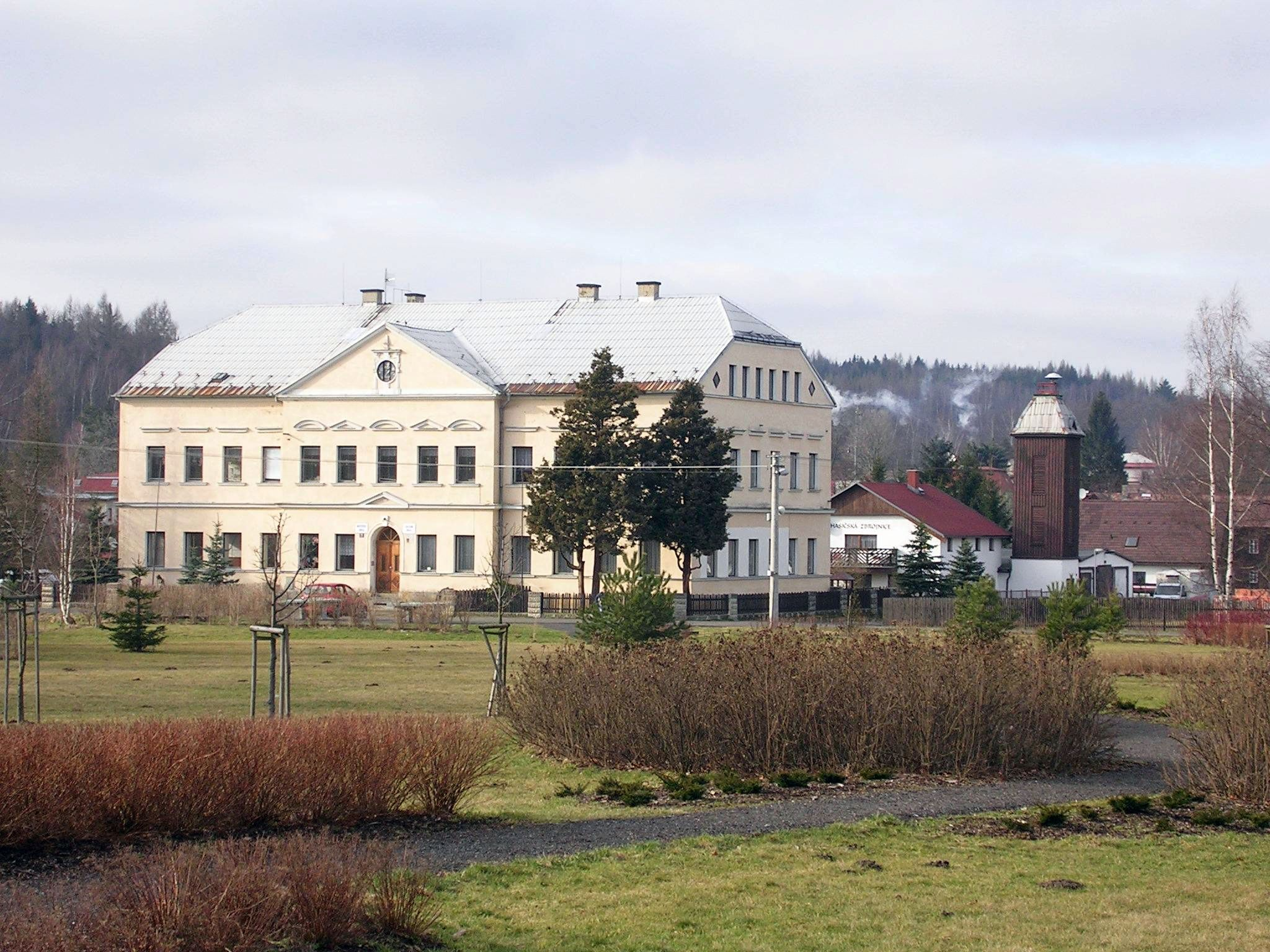
Škola a požární zbrojnice
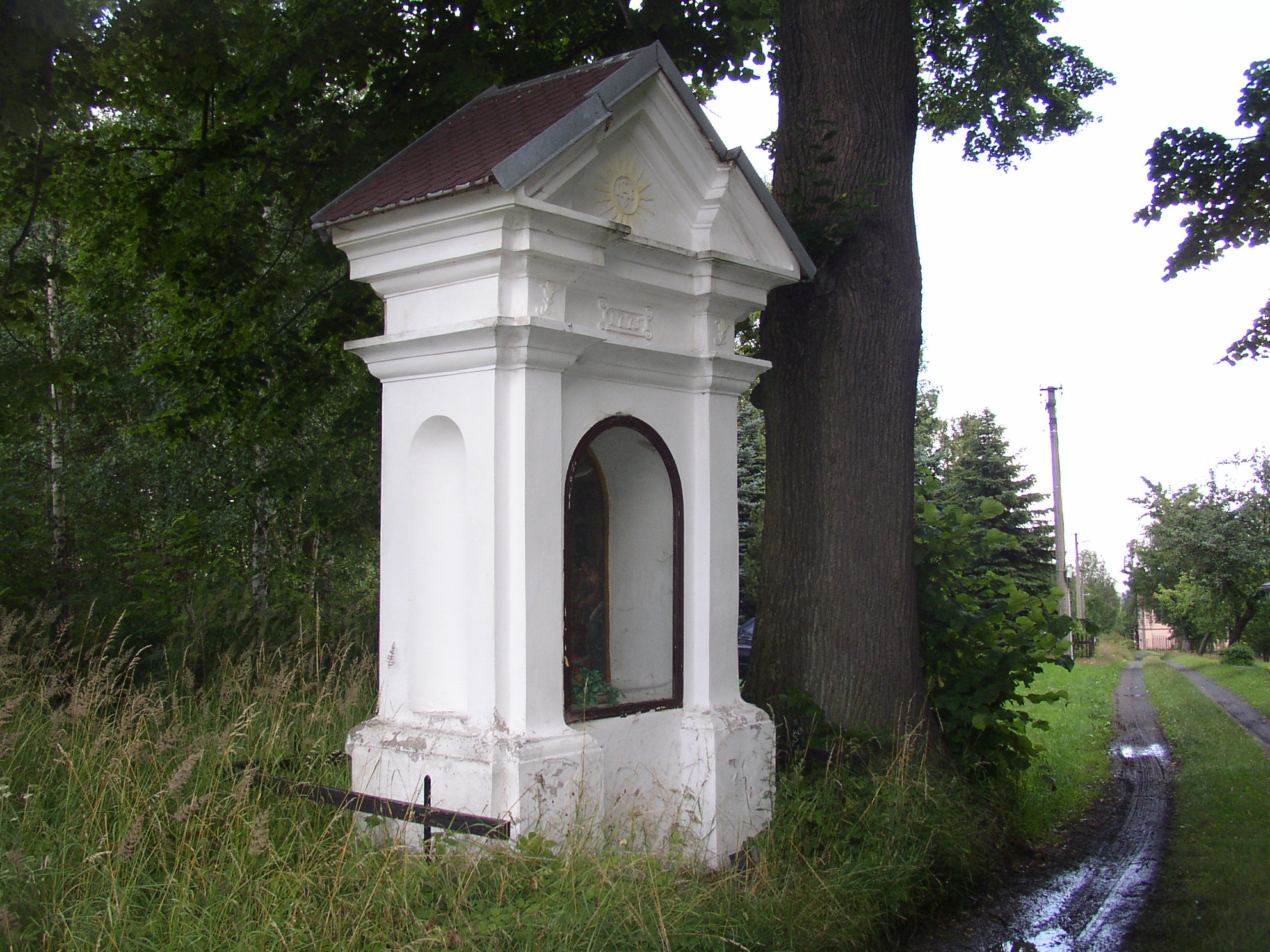
Kaplička Tří králů v Rybništi